# A Woman Commands
A Woman Commands (Brasil: Rainha e Mártir ) é um filme norte-americano do gênero drama dirigido por Paul L. Stein em 1932.

## Recepção
O filme teve um prejuízo de 265,000 milhões de dólares, segundo a RKO.